# Екатерина Австрийская (1533—1572)
Екатерина Австрийская (пол. Katarzyna Habsburżanka, лит. Kotryna Habsburgaitė; 15 сентября 1533, Инсбрук — 28 февраля 1572, Линц, эрцгерцогство Австрия над Энсом) — третья супруга короля польского и великого князя литовского Сигизмунда II Августа.

## Биография
Екатерина родилась 15 сентября 1533 года в семье императора Священной Римской империи Фердинанда I и его жены Анны Ягеллонки, королевы Германии. 22 октября 1549 года она вышла замуж за Франческо III Гонзага герцога Мантуи и стала принцессой Мантуанской, но через четыре месяца после свадьбы супруг скончался. 23 июня 1553 года Екатерина Австрийская вышла замуж за Сигизмунда II Августа, став его третьей женой. Первой женой Сигизмунда была родная сестра Екатерины Елизавета Австрийская. На свадьбу, которая состоялась 23 июня 1553 года, приехали Габсбурги, Изабелла Ягеллонка с сыном, австрийский и венгерский наследные принцы, мать жениха Бона Сфорца. Вскоре после свадьбы Сигизмунд попросил у папы Римского развода, из-за того, что Екатерина обманула его со своей беременностью. Папа Римский этот развод не одобрил, но вскоре Екатерина все равно рассталась с Сигизмундом. В 1566 году Катерина Австрийская покинула Польшу и до своей смерти жила в Линце, Австрия. Умерла 28 февраля 1572 года в возрасте 38 лет.
- Юная Екатерина (Тициан, 1548/1549)